# Marius Godskesen
Marius Godskesen (7. juli 1861 i Sønderho – 3. april 1937 på Frederiksberg) var en dansk overretssagfører og borgmester på Frederiksberg fra 1909 til 1936. Han var far til billedhuggeren Helene Godskesen.
Han var søn af toldkasserer, senere etatsråd Jens Grethenius Godskesen (1830-1917) og Nissine Johannette Ingeborg Møller (1831-1918), blev student fra Sorø Akademi i 1879 og tog juridisk embedseksamen i 1884. Fra 1888 var han overretssagfører i København.
Han var tidligt politisk aktiv i konservativ retning som højremand. Som ledende senior i Studenterforeningen (1885-87) gik han sammen med H.O.G. Ellinger og H.C.A. Lund i spidsen for studenternes hyldesttog til J.B.S. Estrup efter attentatforsøget 1885. 1887-89 var han formand for Studenterforeningens økonomiudvalg, og han tog både da og siden del i det konservative organisationsarbejde i hovedstaden.
I 1908 blev han indvalgt i Frederiksberg Kommunalbestyrelse, hvor han allerede året efter blev formand (fra 1915 som repræsentant for Det Konservative Folkeparti). Da Frederiksberg efter en ny købstadskommunallov fra 1919 betragtedes som en købstad, valgtes han som Frederiksbergs første borgmester, hvilken post han beklædte frem til 1936. Fra 1913 og til 1936 sad han også i Landstinget, fra 1918 som tingvalgt medlem og blev næstformand i 1932.
Godskesen var fra 1923 formand for Frederiksberg Kirkefond, fra 1930 medlem af bestyrelsen for Kjøbenhavns Telefon Aktieselskab og fra 1933 medlem af Hypotekbankens tilsynsråd. Som formand for Soransk Samfund (1901-08) tog han sammen med professor Martin Nyrop initiativet til den indsamling, hvorigennem det lykkedes at erhverve den da næsten faldefærdige Tersløsegaard, der blev restaureret og grundlagt som en selvejende stiftelse til erindring om Ludvig Holberg. Efter Nyrops død blev Godskesen (1921) formand for stiftelsen. Dette år blev han også Ridder af Dannebrog og i 1924 Dannebrogsmand samt 1931 Kommandør af 2. grad.
Han blev gift 1. gang 17. april 1889 i Hjørring med Elisabeth Ingeborg Birgitte Rump (9. januar 1865 i København – 25. oktober 1913 på Frederiksberg), datter af cand.jur., senere justitsminister Nicolai Reimer Rump og hustru.
2. gang ægtede han 17. juli 1920 på Frederiksberg Augusta Emilie Lassen (12. august 1875 på Louiseholm ved Jægerspris – 24. november 1967), datter af forpagter, senere kaptajn, sagfører Knud Søren Christian Lassen (1843-1919) og Emilie Alvilde Selchau Hansen (1849-1921).
En plads på Frederiksberg, Borgmester Godskesens Plads, bærer hans navn. På pladsen står skulpturen Dansen af Johannes C. Bjerg.
På Frederiksberg Rådhus findes et portrætmaleri af Godskesen af Herman Vedel.